# Miss Supranational 2019
Miss Supranational 2019 – 11. wybory Miss Supranational. Gala finałowa odbyła się 6 grudnia 2019 w Międzynarodowym Centrum Kongresowym w Katowicach. Miss Supranational została reprezentantka Tajlandii Anntonia Porsild.

## Rezultaty
| Tytuł                   | Laureautka |
| ----------------------- | --- |
| Miss Supranational 2019 | Tajlandia – Anntonia Porsild |
| I Wicemiss              | Namibia – Yana Haenisch |
| II Wicemiss             | Indonezja – Jesica Fitriana Martasari |
| III Wicemiss            | Peru – Janick Maceta |
| IV Wicemiss             | Wenezuela – Gabriela De La Cruz |
| Top 10                  | Czechy – Hana Vágnerová · Kolumbia – Yaiselle Tous · Panama – Krysthelle Barretto · Stany Zjednoczone – Regina Gray · Wietnam – Nguyễn Thị Ngọc Châu |
| Top 25                  | Argentyna – Avril Marco · Kamerun – Angèle Kossinda · Dominikana – Yaliza Burgos · Gwatemala – Andrea Radford · Holandia – Nathalie Yasmin Mogbelzada · Indie – Shefali Sood · Irlandia – Jessica VanGaalen · Islandia – Hugrún Birta Egilsdótti · Meksyk – Dariana Urista · Nowa Zelandia – Eva Louise Wilson · Filipiny – Resham Saeed · Polska – Kamila Świerc · Portoryko – Shaleyka Vélez · Singapur – Naomi Huth · Trynidad i Tobago – Yia-Loren Gomez |

Po finale ujawniono szczegółowe TOP 30 konkursu:
|  | - 1. Tajlandia – Anntonia Porsild - 2. Namibia – Yana Haenisch - 3. Indonezja – Jesica Fitriana Martasari - 4. Peru – Janick Maceta - 5. Wenezuela – Gabriela De La Cruz - 6. Czechy – Hana Vágnerová - 7. Stany Zjednoczone – Regina Gray - 8. Kolumbia – Yaiselle Tous - 9. Wietnam – Nguyễn Thị Ngọc Châu - 10. Panama – Krysthelle Barretto | - 11. Islandia – Hugrún Birta Egilsdótti - 12. Holandia – Nathalie Yasmin Mogbelzada - 13. Kamerun – Angèle Kossinda - 14. Filipiny – Resham Saeed - 15. Dominikana – Yaliza Burgos - 16. Indie – Shefali Sood - 17. Portoryko – Shaleyka Vélez - 18. Argentyna – Avril Marco - 19. Gwatemala – Andrea Radford - 20. Polska – Kamila Świerc | - 21. Trynidad i Tobago – Yia-Loren Gomez - 22. Meksyk – Dariana Urista - 23. Irlandia – Jessica VanGaalen - 24. Singapur – Naomi Huth - 25. Nowa Zelandia – Eva Louise Wilson - 26. Kanada – Gloren Guelos - 27. Jamajka – Kimberly Dawkins - 28. Belgia – Camilia Martinez - 29. Brazylia – Fernanda Souza - 30. Sri Lanka – Wasana Gunasekara |

## Kontynentalne Królowe Piękności
| Kontynent | Laureautka                        |
| --------- | --------------------------------- |
| Afryka    | Kamerun – Angèle Kossinda         |
| Ameryki   | Stany Zjednoczone – Regina Gray   |
| Azja      | Wietnam – Nguyễn Thị Ngọc Châu    |
| Karaiby   | Dominikana – Yaliza Burgos        |
| Europa    | Czechy – Hana Vágnerová           |
| Oceania   | Nowa Zelandia – Eva Louise Wilson |

## Nagrody specjalne
| Tytuł                      | Laureautka                            |
| -------------------------- | ------------------------------------- |
| Miss Fotogeniczności       | Finlandia – Viivi Altonen             |
| Miss Koleżenskości         | Szkocja – Aimee Mcgarvie              |
| Miss Elegancji             | Holandia – Nathalie Yasmin Mogbelzada |
| Najlepszy kostium narodowy | Meksyk – Dariana Urista               |
| Miss Talent                | Singapur – Naomi Huth                 |
| Best Influencer            | Holandia – Nathalie Yasmin Mogbelzada |
| Fan Vote                   | Indonezja – Jesica Fitriana Martasari |

Supra Model of the Year 2019
| Kontynent | Laureautka                           |
| --------- | ------------------------------------ |
| Afryka    | Gwinea Równikowa – Alba Isabel Obama |
| Ameryka   | Kolumbia – Yaiselle Tous             |
| Azja      | Makau – Christina Zheng              |
| Europa    | Islandia – Hugrún Birta Egilsdóttir  |
| Karaiby   | Portoryko – Shaleyka Vélez           |
| Oceania   | Australia – Alexandra Wallace        |

## Lista uczestniczek
77 kandydatki konkursu Miss Supranational 2019:
| Państwo                              | Kandydatka                 | Wiek | Wzrost | Miasto rodzinne        |
| ------------------------------------ | -------------------------- | ---- | ------ | ---------------------- |
| Albania                              | Arta Celaj                 | 18   | 177    | Tropoja                |
| Anglia                               | Kirsty Lerchundi           | 18   | 178    | Bath                   |
| Argentyna                            | Avril Marco                | 20   | 172    | Santiago del Estero    |
| Australia                            | Alexandra Wallace          | 28   | 180    | Orange                 |
| Barbados                             | Stevie Miles               | 23   | 178    | Nowy Jork              |
| Belgia                               | Camilia Martinez           | 20   | 174    | Liège                  |
| Białoruś                             | Karolina Borisevich        | 22   | 173    | Grodno                 |
| Boliwia                              | María Elena Antelo Molina  | 25   | 175    | Riberalta              |
| Brazylia                             | Fernanda Souza             | 24   | 173    | Joinville              |
| Chile                                | Katherine Muñoz            | 28   | 173    | Viña del Mar           |
| Chorwacja                            | Helena Krnetić             | 19   | 180    | Zagrzeb                |
| Czechy                               | Hana Vágnerová             | 25   | 175    | Brno                   |
| Dominikana                           | Yaliza Burgos              | 26   | 170    | Samaná                 |
| Ekwador                              | Fernanda Yépez             | 26   | 176    | Manta                  |
| Etiopia                              | Hanna Abate                | 24   | 169    | Addis Abeba            |
| Filipiny                             | Resham Ramirez Saeed       | 25   | 173    | Buluan                 |
| Finlandia                            | Viivi Altonen              | 23   | 175    | Tampere                |
| Francja                              | Sheryna Van Der Koelen     | 26   | 170    | Saint-François         |
| Gwatemala                            | Andrea Radford             | 24   | 173    | Barberena              |
| Gwinea Równikowa                     | Alba Isabel Obama          | 18   | 172    | Mbini                  |
| Haiti                                | Schneidine Mondésir        | 20   | 168    | Paryż                  |
| Hiszpania                            | Aitana Jiménez Zedán       | 19   | 175    | Santa Cruz             |
| Holandia                             | Nathalie Yasmin Mogbelzada | 22   | 174    | Amsterdam              |
| Honduras                             | Nicole Ponce               | 25   | 172    | San Pedro Sula         |
| Indie                                | Shefali Sood               | 24   | 176    | Lucknow                |
| Indonezja                            | Jesica Fitriana Martasari  | 24   | 174    | Bogor                  |
| Irlandia                             | Jessica VanGaalen          | 28   | 175    | Mesa                   |
| Irlandia Północna                    | Nicholle Hembra            | 28   | 175    | Londyn                 |
| Islandia                             | Hugrún Birta Egilsdóttir   | 24   | 172    | Reykjavík              |
| Jamajka                              | Kimberly Dawkins           | 25   | 175    | Kingston               |
| Japonia                              | Natsumi Takenaka           | 27   | 177    | Osaka                  |
| Kamerun                              | Angèle Kossinda            | 26   | 175    | Duala                  |
| Kanada                               | Gloren Guelos              | 24   | 168    | Surrey                 |
| Kenia                                | Emma Hosea                 | 25   | 168    | Nakuru                 |
| Kolumbia                             | Yaiselle Tous              | 23   | 174    | Cartagena              |
| Korea Południowa                     | Kwon Whee                  | 26   | 174    | Seul                   |
| Kostaryka                            | Lohana Aguilar             | 21   | 170    | Cartago                |
| Laos                                 | Pulatda Saydonekhong       | 21   | 172    | Attapu                 |
| Litwa                                | Jurate Stasiunaite         | 28   | 175    | Wilno                  |
| Makau                                | Christina Zheng            | 22   | 168    | Makau                  |
| Malta                                | Rebecca Pace               | 21   | 171    | Birżebbuġa             |
| Mauritius                            | Urvashi Haurheeram         | 24   | 169    | Grand Baie             |
| Meksyk                               | Dariana Urista             | 20   | 175    | Culiacán               |
| Mjanma                               | Eaint Myat Chal            | 26   | 173    | Chaungzon              |
| Namibia                              | Yana Haenisch              | 23   | 170    | Walvis Bay             |
| Nepal                                | Rose Lama                  | 20   | 169    | Jorpati                |
| Niemcy                               | Derya Koc                  | 26   | 168    | Schwabach              |
| Nigeria                              | Oluchi Kalu                | 24   | 174    | Abbia                  |
| Nowa Zelandia                        | Eva Louise Wilson          | 22   | 173    | Auckland               |
| Panama                               | Krysthelle Barretto        | 24   | 175    | David                  |
| Paragwaj                             | Katherine Masi Zárate      | 18   | 170    | San Lorenzo            |
| Peru                                 | Janick Maceta              | 25   | 176    | Lima                   |
| Polska                               | Kamila Świerc              | 20   | 178    | Opole                  |
| Południowa Afryka                    | Leyla Van Greuning         | 20   | 170    | Johannesburg           |
| Portoryko                            | Shaleyka Vélez             | 25   | 177    | Aguada                 |
| Portugalia                           | Carolina Liquito           | 23   | 170    | Lizbona                |
| Rosja                                | Valeriya Skolota           | 21   | 180    | Stawropol              |
| Rumunia                              | Alexandra Stroe            | 20   | 173    | Bukareszt              |
| Rwanda                               | Umunyana Shanitah          | 20   | 184    | Kigali                 |
| Sierra Leone                         | Esther Yeanoh Kamara       | 22   | 164    | Freetown               |
| Singapur                             | Naomi Huth                 | 19   | 168    | Singapur               |
| Słowacja                             | Natália Hrušovská          | 21   | 183    | Nitra                  |
| Sri Lanka                            | Wasana Gunasekara          | 25   | 174    | Gampaha                |
| Stany Zjednoczone                    | Regina Gray                | 28   | 178    | Milwaukee              |
| Surinam                              | Sri Dewi Martomamat        | 22   | 170    | Paramaribo             |
| Szkocja                              | Aimee Mcgarvie             | 26   | 171    | Carlisle               |
| Tajlandia                            | Anntonia Porsild           | 22   | 173    | Bangkok                |
| Trynidad i Tobago                    | Yia-Loren Gomez            | 27   | 165    | Arima                  |
| Turcja                               | Büşra Turan                | 20   | 185    | Stambuł                |
| Ukraina                              | Ołena Łaszuk               | 21   | 182    | Łuck                   |
| Walia                                | Emily Ryan                 | 20   | 172    | West Midlands          |
| Wenezuela                            | Gabriela De La Cruz        | 20   | 174    | San Felipe             |
| Węgry                                | Szimonetta Fekszi          | 24   | 171    | Szabolcs-Szatmár-Bereg |
| Wietnam                              | Nguyễn Thị Ngọc Châu       | 25   | 174    | Tây Ninh               |
| Wybrzeże Kości Słoniowej             | Zao Ouhonssio              | 23   | 183    | Abidżan                |
| Wyspy Dziewicze Stanów Zjednoczonych | Destani Huffman-Jefferson  | 24   | 175    | Richmond               |
| Zambia                               | Mercy Mukwiza              | 26   | 173    | Lusaka                 |

## Pozostałe informacje
Państwa, które zadebiutowały w konkursie
- Barbados
- Zambia

Państwa, które powróciły do konkursu
|  | Ostatni raz w konkursie w 2013: - Honduras - Kamerun - Sierra Leone - Wybrzeże Kości Słoniowej - Wyspy Dziewicze Stanów Zjednoczonych Ostatni raz w konkursie w 2015: - Irlandia - Irlandia Północna - Islandia - Litwa Ostatni raz w konkursie w 2016: - Makau - Sri Lanka - Trynidad i Tobago | Ostatni raz w konkursie w 2017: - Chile - Etiopia - Niemcy - Peru - Szkocja - Walia |

Kraje, które zmieniły kandydatki
- Albania – Klea Bushi ► Arta Celaj
- Haiti – Weslyne Paul Miyou  ► Schneidine Mondésir
- Sri Lanka – Romane Dananjani ► Wasana Gunasekara

Państwa, które zrezygnowały z konkursu
|  | - Chiny - Czarnogóra - Dania - Grecja - Gwadelupa - Kosowo - Liban - Malezja - Mołdawia | - Pakistan - Salwador - Słowenia - Szwajcaria - Szwecja - Togo - Włochy |

Kraje, które wybrały kandydatki, lecz wycofały się z konkursu
debiut
- Bangladesz – Tangia Zaman Methila

powrót
- Czarnogóra – Maja Vujović
- Gwadelupa – Amira Mehenni
- Kosowo – Monika Ndoj

rezygnacja
- Dania – Monika Midjord Nolsøe

Kandydatki, które brały udział w innych konkursach piękności
|  | Miss World - 2013: Francja – Sheryna Van Der Koelen - reprezentowała Gwadelupa - 2017: Argentyna – Avril Marco (Top 40) Miss International - 2014: Zambia – Mercy Mukwiza - 2017: Holandia – Nathalie Mogbelzada - 2018: Boliwia – María Elena Antelo - 2019: Kamerun – Angèle Kossinda Miss Earth - 2012: Francja – Sheryna Van Der Koelen - reprezentowała Gwadelupa - 2015: Mjanma – Eaint Myat Chal - 2017: Kamerun – Angèle Kossinda (Top 16) Miss Grand International - 2018: Litwa – Jurate Stasiunaite The Miss Globe - 2015: Barbados - Stevie Miles Miss Eco International - 2016: Portugalia – Carolina Liquito (Top 16) - 2018: Irlandia – Jessica VanGaalen - reprezentowała Stany Zjednoczone Face of Beauty International - 2013: Namibia – Yana Haenisch (4. wicemiss) Miss Landscapes International - 2019: Sierra Leone – Esther Yeanoh Kamara (Top 7) Miss Continentes Unidos - 2018: Irlandia – Jessica VanGaalen - reprezentowała Stany Zjednoczone | Miss Tourism Queen International - 2015: Holandia – Nathalie Mogbelzada (Zwyciężczyni) - 2016: Barbados - Stevie Miles Miss Tourism World - 2015: Czechy – Hana Vágnerová - 2016: Portugalia – Carolina Liquito - 2018: Peru – Janick Maceta (1. wicemiss) World Miss University - 2017: Korea Południowa - Kwon Whee World Miss Tourism Ambassador - 2017: Nowa Zelandia – Eva Louise Wilson - 2018: Boliwia – María Elena Antelo (2. wicemiss) Miss Supermodel Worldwide - 2019: Sri Lanka – Wasana Gunasekara (3. wicemiss) Supermodel International - 2014: Finlandia – Viivi Altonen (3. wicemiss) Reina Intercontinental - 2017: Paragwaj – Katherine Masi Zárate (Zwyciężczyni) Miss All Nations - 2019: Portugalia – Carolina Liquito Miss 7 Continents - 2017: Portugalia – Carolina Liquito Miss Rainbow of the World - 2018: Litwa – Jurate Stasiunaite (1. wicemiss) Miss University Africa - 2018: Rwanda – Umunyana Shanitah Miss Teenager - 2016: Argentyna – Avril Marco |